# Arrondissement Libourne
Libourne is een arrondissement van het Franse departement Gironde in de regio Nouvelle-Aquitaine. De onderprefectuur is Libourne.

## Kantons
Het arrondissement was tot 2014 samengesteld uit de volgende kantons:
- Kanton Branne
- Kanton Castillon-la-Bataille
- Kanton Coutras
- Kanton Fronsac
- Kanton Guîtres
- Kanton Libourne
- Kanton Lussac
- Kanton Pujols
- Kanton Sainte-Foy-la-Grande

Na de herindeling van de kantons bij decreet van 20 februari 2014, met uitwerking op 22 maart 2015, zijn dat:
- Kanton Les Coteaux de Dordogne
- Kanton Le Libournais-Fronsadais
- Kanton Le Nord-Gironde  (deel 2/26)
- Kanton Le Nord-Libournais
- Kanton Le Réolais et Les Bastides  (deel 14/89)